# Can Delfí
Can Delfí és una obra eclèctica d'Arbúcies (Selva) inclosa a l'Inventari del Patrimoni Arquitectònic de Catalunya.

## Descripció
Situat prop de la Riera, Can Delfí és un edifici de tres plantes i golfes. Es tracta d'un cos central amb una porxada a la part inferior que envolta l'edifici amb arcades d'arc de mig punt. Per damunt d'aquesta hi ha una terrassa a nivell del segon pis. L'accés per la façana principal correspon a la segona planta, ja que pel desnivell del terreny, la planta baixa queda ensotada, a nivell de la riera.
Les obertures de la façana són de diverses forrmes, a la planta baixa i al centre hi ha dues portes d'arc de mig punt, una altra de rectangular i dues finestres també rectangulars, mentre que al primer pis són totes rectangulars i a les golfes cal destacar les dues petites circulars. Estan en molt mal estat i la pintura blanca que les emmarcava gairebé ha desaparegut, ennegrida per la brutícia del pas del temps, igual que el color vermellós de tot el parament. La composició però és simètrica, i al primer pis hi ha dos balcons de ferro forjat a banda i banda. També una reixa de ferro protegeix a dues de les obertures de la primera planta.
La forma de la façana acaba amb cornisa esglaonada, però l'edifici és cobert a dues vessants.
A la façana lateral, les obertures són rectangulars, envoltades per un marc blanc, algunes presenten reixes de ferro al davant, i cal destacar les pilastres decoratives amb capitells clàssics que ornamenten la paret. Hi ha també una doble cornisa, decorativa, que delimita l'espai de les golfes, amb obertures circulars.
A la façana posterior hi ha un petit cos afegit, centrat a l'edifici, segurament de construcció posterior.

## Història
La primera notícia històrica del molí de l'estenedor data de l'any 1428 quan el noble Sr. D.Bernat de Cabrera estableix a Joan Roquer i Ribot la meitat del molí fariner del cap del pont d'Arbúcies.
En el cadastre de 1743 trobem Maria Antònia de Roquer Duran que declara el molí farniner en el poble, al c/ Estenedor número 4. En l'amillarament de 1800 apareix el molí del Roquer. Més tard, en l'amillarement de 1869 Carlos Lambert, successor dels Roquer, declara un molí fariner, situat sl c/estenedor núm. 4. I a partir del 1883 consta com a propietat de Paula Comas.
En la Contribució del 1849 es diu que el molí és d'aigua resclosa amb dos canals. En la Contribució Industrial i de Comerç del 1857 s'esmenta el molí al carrer estenedor: “molino harinero que muele de 3 a 6 meses”, de Pere Coromines.
En la Contribució Industrial de 1917 s'esmenta l'existència d'un molí al c/ de l'Estenedor núm. 2, a la vila d'Arbúcies, estaria situat a tocar de la riera. Era propietat de R. Masferrer.
En elm padró de 1883 apareix com a propietaria Paula COmas, amb residència a Barcelona. El molí es troba habitat per la família de Josep Vilageliu i Pujol.
Els Roquer varen ser una de les famílies més importants d'Arbúcies, vinculades patrimonialment al mas Roquer, situat antigament a la zona de Palau. Des de finals del segle xiii els Roquer anaren ampliant les seves terres i dominis a la Vila d'Arbúcies, amb la compra de masos, vinyes, boscos, altres propietats i drets, fins a finals del segle xvi, amb la compra al Vescomte de Cabrera del delme de la parròquia d'Arbúcies, Santa Maria de Lliors, Sant Pere Desplà i Sant Cristòfol de Cerdans. Al llarg del segle xvii i XVIII la família Roquer tenia renom i esdevingueren ciutadans honrats de Barcelona i Vic, membres de la petita noblesa local. El 1825 els Lambert, família d'origen francès, entroncaren amb els Roquer arrel d'un casament, i foren qui redreçaren l'economia de la casa Roquer que havia patit durant 50 anys un mal govern i lluites per l'herència. Gràcies a la documentació que els Roquer i successors arxivaven des del segle xiii, es formà un arxiu patrimonial de gran valor. A partir de finals del segle xix aquesta important documentació passà a la família Lambert i als seus diversos successors, de mà en mà arribà a diversos administradors fins que el descendents d'un d'ells l'ha dipositat a l'Arxiu Nacional de Catalunya. Es tracta d'un fons documental de més de 500 pergamins i escrits que permeten ampliar el coneixement d'una de les famílies més rellevants d'Arbúcies.
És entre aquests documents que existeix una il·lustració de la zona de la farga del Roquer i la Riera d'Arbúcies de la segona meitat del segle xix.